# Ewing Island (Antarktika)
Ewing Island ist eine vereiste und kuppelförmige Insel mit einem Durchmesser von 13 km und einer Höhe von bis zu 300 m vor der Wilkins-Küste des Palmerlands auf der Antarktischen Halbinsel. Sie liegt 24 km nordöstlich des Kap Collier. 
Teilnehmer der US-amerikanischen Ronne Antarctic Research Expedition entdeckten sie bei einem Überflug am 7. November 1947. Expeditionsleiter Finn Ronne benannte sie nach dem US-amerikanischen Geophysiker Maurice Ewing (1906–1974) von der Columbia University, welcher bei der Ausarbeitung des seismologischen Programms der Forschungsreise behilflich war.